# Tufanowo (dieriewnia w obwodzie wołogodzkim)
Tufanowo (ros. Туфаново) – wieś w Rosji, w rejonie grazowieckim obwodu wołogodzkiego. W 2002 liczyła 7 mieszkańców, do 2010 populacja miejscowości nie uległa zmianie.